# Universal Multimedia Access
Universal-Multimedia Access - UMA (engl. wörtlich „der Universal-Multimedia-Zugang“) ist die Fähigkeit von einem System oder Anwendung, zu Multimedia Content von irgendeinem Terminal durch irgendein Netz zuzustimmen. Die Technologie UMA beabsichtigt, zur Verfügung von den Benutzern verschiedene Darstellungen der gleichen Information von einer transparenten Form zu stellen, sie an verschiedene Endgeräte, Zugangsnetze und Benutzervorfahrten anpassend. Die Information wird nur einmal geschaffen und das System UMA wird beauftragt, den erwünschten Inhalt auf die schnellstmögliche Weise zu personifizieren.